# داغ دهلوي
داغ دهلوي هونواب مرزا خان داغ دهلوي شاعر هندي. نظم شعر الغزل باللغة الأردية. وأتى إلى حيدر أباد عام 1887 وبعد عشر سنوات عينه محبوب علي خان، ولي نظام الملك في حيدر أباد، شاعرا في البلاط.